# Д'яков Едуард Васильович
Едуард Васильович Д'яков (1 жовтня 1937, Новосибірськ, СРСР — невідомо) — радянський хокеїст, захисник.

## Спортивна кар'єра
Вихованець новосибірської хокейної школи. Виступав за команди «Хімік» (Новосибірськ), «Спартак» (Омськ), «Динамо» (Новосибірськ), «Сибір» (Новосибірськ), «Динамо» (Київ) і «Шахтар» (Прокоп'євськ, Кемеровська область). За шість сезонів у вищій лізі провів понад 100 матчів. У вересні 1964 року брав участь у турне московського «Спартка» до Польщі. Працював дитячим тренером у ДЮСШ «Динамо» (Київ) і «Локомотив» (Ярославль). Серед його вихованців президент «Локомотива» Юрій Яковлєв і тренер національної збірної України Анатолій Хоменко. Похований у Києві.

## Статистика
| Сезон               | Клуб                    | Ліга                | І   | Г  | П | О  | ШХ |
| ------------------- | ----------------------- | ------------------- | --- | -- | - | -- | -- |
| 1959-60             | «Спартак» (Омськ)       | Д-1                 | -   | 0  | - | -  | -  |
| 1960-61             | «Спартак» (Омськ)       | Д-1                 | 17  | 3  | - | -  | -  |
| 1961-62             | «Динамо» (Новосибірськ) | Д-1                 | 30  | 3  | 0 | 3  | 14 |
| 1962-63             | «Сибір» (Новосибірськ)  | Д-1                 | 24  | 2  | 3 | 5  | 20 |
|                     | СКА (Калінін)           | Д-1                 | 4   | 0  | 0 | 0  | 8  |
| 1963-64             | «Динамо» (Київ)         | Д-2                 | 40  | 11 | 2 | 13 | -  |
| 1964-65             | «Динамо» (Київ)         | Д-2                 | 34  | 7  | 3 | 10 | 20 |
| 1965-66             | «Динамо» (Київ)         | Д-1                 | 28  | 0  | 1 | 1  | 6  |
| 1966-67             | «Шахтар» (Прокоп'євськ) | Д-3                 | 33  | 6  | 0 | 6  | 22 |
| 1967-68             | «Шахтар» (Прокоп'євськ) | Д-3                 | 25  | 3  | 1 | 4  | 9  |
| 1968-69             | «Шахтар» (Прокоп'євськ) | Д-3                 | -   | 6  | - | -  | -  |
| Всього у вишій лізі | Всього у вишій лізі     | Всього у вишій лізі | 103 | 8  | 4 | 12 | 48 |